# Megachile croceipennis
Megachile croceipennis är en biart som beskrevs av Heinrich Friese 1917. Megachile croceipennis ingår i släktet tapetserarbin, och familjen buksamlarbin. Inga underarter finns listade i Catalogue of Life.